# Stenopola vorax
Stenopola vorax är en insektsart som först beskrevs av Henri Saussure 1861.  Stenopola vorax ingår i släktet Stenopola och familjen gräshoppor. Inga underarter finns listade i Catalogue of Life.